# Champion Jack Dupree
William Thomas "Champion Jack" Dupree, född antingen den 23 juli 1909 eller den 4 juli 1910 i Irish Channel, New Orleans, död den 21 januari 1992 i Hannover, Tyskland, var en amerikansk blues- och boogie-woogie-pianist och sångare.
Tillnamnet "Champion" kom från hans tid som boxare, vilken föregick hans tid som musiker. Han var i sitt andra äktenskap (av tre) gift (1948-1959) med Lucille Dupree (f. Dalton) och hon medverkade ofta på hans inspelningar (skrev låttexterna).
Förutom att han hade en egen trio spelade han även tillsammans med Sonny Terry och Brownie McGhee samt Eric Clapton och John Mayall.
Jack Dupree valdes in i Blues Hall of Fame 1993.